# Larinia
Larinia är ett släkte av spindlar. Larinia ingår i familjen hjulspindlar.

## Dottertaxa tillLarinia, i alfabetisk ordning[1]
- Larinia acuticauda
- Larinia ambo
- Larinia assimilis
- Larinia astrigera
- Larinia bharatae
- Larinia bifida
- Larinia bivittata
- Larinia blandula
- Larinia bonneti
- Larinia borealis
- Larinia bossae
- Larinia chloris
- Larinia cyclera
- Larinia dasia
- Larinia dinanea
- Larinia directa
- Larinia elegans
- Larinia emertoni
- Larinia famulatoria
- Larinia fangxiangensis
- Larinia ishango
- Larinia jaysankari
- Larinia jeskovi
- Larinia kampala
- Larinia kanpurae
- Larinia lampa
- Larinia lineata
- Larinia macrohooda
- Larinia mandlaensis
- Larinia microhooda
- Larinia minor
- Larinia montecarlo
- Larinia natalensis
- Larinia neblina
- Larinia nolabelia
- Larinia obtusa
- Larinia onoi
- Larinia parangmata
- Larinia phthisica
- Larinia pubiventris
- Larinia sekiguchii
- Larinia strandi
- Larinia tamatave
- Larinia teiraensis
- Larinia t-notata
- Larinia trifida
- Larinia triprovina
- Larinia tucuman
- Larinia tyloridia
- Larinia vara
- Larinia wenshanensis